# Francis Malbone
Francis Malbone, född 20 mars 1759 i Newport, Rhode Island, död 4 juni 1809 i Washington, D.C., var en amerikansk politiker (federalist). Han representerade delstaten Rhode Island i båda kamrarna av USA:s kongress, först i representanthuset 1793-1797 och sedan i senaten från 4 mars 1809 fram till sin död.
Malbone var verksam som handelsman i Newport. Han tjänstgjorde sedan som överste i artilleriet. Han var ledamot av representanthuset i den tredje och den fjärde kongressen. Han efterträdde 1809 Benjamin Howland som senator och avled tre månader senare i ämbetet.

## Fotnoter
1. 1 2  Find a Grave, Find A Grave-ID: 6984063, läs online, läst: 9 oktober 2017.[källa från Wikidata]
2. ↑  A New Nation Votes: American Electoral Returns, 1788-1825, American Astronomical Society och Tufts University, läs online och läs online, läst: 23 december 2020.[källa från Wikidata]
3. ↑  Biographical Directory of the United States Congress, United States Government Publishing Office, 1903, US Congress Bio-ID: M000076, läst: 28 januari 2021.[källa från Wikidata]